# Mariana Grajales Airport
Mariana Grajales Airport är en flygplats i Kuba.   Den ligger i provinsen Provincia de Guantánamo, i den östra delen av landet, 800 km öster om huvudstaden Havanna. Mariana Grajales Airport ligger 17 meter över havet.
Terrängen runt Mariana Grajales Airport är platt. Runt Mariana Grajales Airport är det ganska glesbefolkat, med 42 invånare per kvadratkilometer. Närmaste större samhälle är Guantánamo, 8,4 km nordväst om Mariana Grajales Airport. Omgivningarna runt Mariana Grajales Airport är en mosaik av jordbruksmark och naturlig växtlighet.